# Deligrad
Deligrad (em cirílico: Делиград) é uma vila da Sérvia localizada no município de Aleksinac, pertencente ao distrito de Nišava, na região de Ponišavlje. A sua população era de 162 habitantes segundo o censo de 2011.

## Demografia
| 1948 | 1953 | 1961 | 1971 | 1981 | 1991 | 2002 | 2011 |
| ---- | ---- | ---- | ---- | ---- | ---- | ---- | ---- |
| 492  | 486  | 437  | 355  | 318  | 255  | 211  | 162  |